# Серповое
Серповое — село в Моршанском районе Тамбовской области России. Административный центр Серповского сельсовета.

## География
Расположено при впадении реки Серп в судоходную реку Цна.

## Название
Село получило своё название от реки Серп

## История
Первое упоминание селения относится к 1623 году. Тогда насчитывалось 120 крестьянских и 5 бобыльских дворов. Стало считаться после смерти в 1622 году бездетного князя Булая Кудашев дворцовой вотчиной.
С 1797 года построена деревянная церковь. В 1909 построен Воскресенский храм из камня, который в 1936 году был закрыт, восстановлен в 2001.

## Население
| 2002 | 2010 |
| ---- | ---- |
| 835  | ↘729 |

Жители села — русские (в старинных документах великороссы). Во второй половине 18 века численность населения составляла 1636 человек, а в начале 19 века — 550 дворов, 1873 жителя мужского пола и 1859 жителей женского пола, великороссы. К 1917 году население села выросло до 4227 человек.
Согласно результатам переписи 2002 года, в национальной структуре населения русские составляли 98 % от жителей.

## Инфраструктура
Основа экономики — сельское хозяйство. До революции занимались выделыванием телег, саней, тарантасов и отхожим промыслом.

## Транспорт
Село доступна автотранспортом. В старину были развиты водные пути по Цне.